# Шрусбері (Массачусетс)
Шрусбері (англ. Shrewsbury) — місто (англ. town) в США, в окрузі Вустер штату Массачусетс. Населення — 38 325 осіб (2020).

### Клімат
| Клімат : Шрусбері       | Клімат : Шрусбері | Клімат : Шрусбері | Клімат : Шрусбері | Клімат : Шрусбері | Клімат : Шрусбері | Клімат : Шрусбері | Клімат : Шрусбері | Клімат : Шрусбері | Клімат : Шрусбері | Клімат : Шрусбері | Клімат : Шрусбері | Клімат : Шрусбері | Клімат : Шрусбері |
| Показник                | Січ.              | Лют.              | Бер.              | Квіт.             | Трав.             | Черв.             | Лип.              | Серп.             | Вер.              | Жовт.             | Лист.             | Груд.             | Рік               |
| Абсолютний максимум, °C | 17,8              | 21,1              | 28,3              | 32,2              | 36,1              | 35,6              | 35,6              | 36,7              | 35,6              | 30,0              | 25,6              | 20,6              | 36,7              |
| Середній максимум, °C   | 0,6               | 2,2               | 6,7               | 12,8              | 20,0              | 24,4              | 27,2              | 26,1              | 21,7              | 16,1              | 10,0              | 3,3               | 14,3              |
| Середній мінімум, °C    | −9,4              | −8,3              | −3,3              | 2,8               | 8,9               | 13,9              | 17,2              | 16,1              | 11,1              | 4,4               | 0,0               | −5,6              | 4,0               |
| Абсолютний мінімум, °C  | −32,2             | −26,1             | −21,1             | −10,6             | −2,2              | 1,1               | 5,6               | 2,2               | −2,2              | −7,8              | −12,8             | −23,3             | −32,2             |
| Норма опадів, мм        | 107               | 88                | 108               | 111               | 100               | 100               | 97                | 108               | 104               | 110               | 113               | 101               | 1247              |
| ----------------------- | ----------------- | ----------------- | ----------------- | ----------------- | ----------------- | ----------------- | ----------------- | ----------------- | ----------------- | ----------------- | ----------------- | ----------------- | ----------------- |
| Джерело: Weather.com    |                   |                   |                   |                   |                   |                   |                   |                   |                   |                   |                   |                   |                   |

## Демографія
Згідно з переписом 2010 року, у місті мешкало 35 608 осіб у 13 424 домогосподарствах у складі 9494 родин. Було 13987 помешкань
Расовий склад населення:
| - 79,2 % — білих - 15,3 % — азіатів - 2,1 % — чорних або афроамериканців - 0,1 % — корінних американців - 1,5 % — осіб інших рас |

До двох чи більше рас належало 1,8 %. Частка іспаномовних становила 2,7 % від усіх жителів.
За віковим діапазоном населення розподілялося таким чином: 25,9 % — особи молодші 18 років, 60,6 % — особи у віці 18—64 років, 13,5 % — особи у віці 65 років та старші. Медіана віку мешканця становила 40,2 року. На 100 осіб жіночої статі у місті припадало 95,2 чоловіків; на 100 жінок у віці від 18 років та старших — 91,8 чоловіків також старших 18 років.
Середній дохід на одне домашнє господарство становив 126 547 доларів США (медіана — 100 640), а середній дохід на одну сім'ю — 144 854 долари (медіана — 121 092). Медіана доходів становила 86 338 доларів для чоловіків та 63 219 доларів для жінок. За межею бідності перебувало 4,6 % осіб, у тому числі 3,0 % дітей у віці до 18 років та 5,4 % осіб у віці 65 років та старших.
Цивільне працевлаштоване населення становило 19 136 осіб. Основні галузі зайнятості: освіта, охорона здоров'я та соціальна допомога — 31,1 %, науковці, спеціалісти, менеджери — 15,3 %, виробництво — 13,2 %.

## Уродженці
- Керін Політо (* 1966) — американський політик.